# Alternative Distribution Alliance
Alternative Distribution Alliance (ADA) es una empresa de distribución de música propiedad de Warner Music Group, que representa los derechos de varios sellos discográficos independientes. ADA proporciona a "artistas independientes y socios discográficos acceso a los recursos, las relaciones y la experiencia necesarios para compartir su visión creativa con una audiencia global".
Como brazo de distribución de música independiente de Warner Music Group, ADA Worldwide se creó en 1993 como una empresa conjunta entre WMG y Restless Records para ofrecer un sistema de distribución y servicios de marketing, comercialización, promoción y licencias de música.
En 2012, Warner Music Group combinó Independent Label Group con ADA para crear una empresa de servicio completo que brinda servicios que incluyen distribución global física y digital, producción física, producción y distribución de mercancías. ADA ofrece gestión de cuentas, una función interna de licencias de música, productos y servicios personalizados, marketing y patrocinios, así como herramientas de marketing digital.
En marzo de 2017, ADA anunció que distribuiría los catálogos de la mayoría de los sellos propiedad de BMG Rights Management en todo el mundo.
En enero de 2020,  Beggars Group, Domino Recording Co. y Saddle Creek dejaron ADA y se cambiaron a Redeye Distribution, y más tarde, en noviembre, Entertainment One hizo lo mismo e hizo que AMPED distribuyera la mayoría de los sellos de eOne.